# QR Vulpeculae
QR Vulpeculae (QR Vul) es una estrella situada en la constelación de Vulpecula.
Es, con magnitud aparente +4,76, la séptima estrella más brillante en la constelación.
Se encuentra, de acuerdo a la nueva reducción de los datos de paralaje de Hipparcos, a 991 años luz del sistema solar.
QR Vulpeculae es una estrella blanco-azulada de la secuencia principal de tipo espectral B3V.
Tiene una temperatura efectiva de 18.754 ± 735 K. 
Su luminosidad es 5172 veces superior a la del Sol.
Posee un diámetro unas 6,1 veces más grande que el diámetro solar y gira sobre sí misma con una velocidad de rotación proyectada de 162 km/s.
Presenta una metalicidad ligeramente inferior a la solar ([Fe/H] = -0,10).
Su masa estimada es de 8,0 ± 0,1 masas solares y tiene una edad aproximada de 32 millones de años.
QR Vulpeculae tiene una compañera estelar de magnitud +7,55 de la que está separada visualmente 0,55 segundos de arco.
Además, es una estrella variable catalogada, según la fuente consultada, como estrella pulsante lenta (SPB) —semejante a 3 Vulpeculae—, variable Gamma Cassiopeiae o estrella Be.
En 1982 sufrió un brusco aumento de brillo de 0,18 magnitudes en banda V.